# Flüchtlingspaten Syrien
Flüchtlingspaten Syrien e. V. ist ein gemeinnütziger Verein mit Sitz in Berlin. Er arbeitet im Bereich der Landesaufnahmeprogramme zur Familienzusammenführung syrischer Flüchtlinge durch Verpflichtungserklärungen.

## Organisation und Arbeitsprinzip
Gegründet wurden die Flüchtlingspaten Syrien im März 2015 mit dem satzungsgemäßen Ziel, die Abgabe der mit hohem finanziellen Risiko behafteten Verpflichtungserklärungen aus einem Spendenpool abzusichern und damit den Familiennachzug von Angehörigen syrischer Flüchtlinge zu erleichtern. Hierzu übernimmt der Verein für die antragstellenden Familienangehörigen die Kosten der Anreise, des Lebensunterhaltes (Grundsicherung nach SGB II) und der Miete, wenn diese aus eigenen Mitteln nicht getragen werden können.
Auf diesem Wege ist der Angehörige nicht mehr Leistungsempfänger bei Sozialamt oder Jobcenter und erhält dort keine Zahlungen, die von seinem Verpflichtungsgeber zurückgefordert werden könnten. Das finanzielle Risiko des Verpflichtungsgebers wird, solange es den Verein gibt, von diesem übernommen. Von dieser Risikoentlastung versprechen sich die Flüchtlingspaten Syrien eine höhere Bereitschaft zu Verpflichtungserklärungen als Ausdruck einer „Flüchtlingspolitik aus Bürgerhand“.
Den Vereinsvorsitz haben zurzeit Tina Mede-Karpenstein, Remo Klinger und Charlotte Dreyer (bis 2017 Martin Keune) inne. Weiterer Gründungsvorsitzender war der Mitherausgeber der Neuen Juristischen Wochenschrift (NJW), Ulrich Karpenstein.

## Finanzmittel und Budgetierung
Der Verein finanziert sich aus Spendenmitteln, die u. a. über ein PayPal- und Lastschriftformular auf der Vereins-Webseite eingeworben werden. Hierbei liegt der Fokus auf dem Prinzip des Crowdfunding. Tausende Spender sollen ermöglichen, was die Landesaufnahmeprogramme sonst Einzelnen aufbürden würden. Nicht Einzelspenden, sondern monatlich wiederkehrende Förderzahlungen sollen über einen langen Zeitraum die Leistung der Unterhaltszahlungen und Mieten sicherstellen.
Die Höhe des so zustande kommenden monatlich wieder aufgefüllten Spendenpools dient über eine Budgetierung zur Absicherung der abgegebenen Verpflichtungserklärungen. Für einen Erwachsenen werden 600 €, für ein Kind 450 € monatliches Budget veranschlagt. Erst wenn dieser Betrag in den Monatseinnahmen vorhanden ist, wird über die Aufnahme eines weiteren Angehörigen ins Programm beschlossen. Überschüsse fließen in personenbezogene Rücklagen, die für Zeiten nachlassender Spenden eine Reserve bilden.
Für Lebensunterhalt und Miete der bisher mehr als 200 mit Bürgschaften hergeholten oder auf den Weg gebrachten Menschen aus Syrien steht ein monatliches Budget von rund 100.000 € bereit, das durch monatlich wiederkehrende Patenschaften zusammengebracht wird. Die Wirtschaftsprüfer- und Steuerberatergesellschaft Roever Broenner Susat Mazars berät den Verein in Fragen der Gemeinnützigkeit und der Verwendung von Spendengeldern und verfasst die Jahresabschlüsse. Am 28. Juli 2017 unterschrieb der Verein die Selbstverpflichtungserklärung von Transparency International und legte die Zahlen seines Jahresberichtes 2016 auf seiner Webseite offen.

## Auswahlkriterien
Durch die nachgestellte Integrationsarbeit des Vereins beschränkt dieser seine Aktivität derzeit auf Berlin und Brandenburg, regt aber Neugründungen nach eigenem Muster in anderen Bundesländern an und unterstützt deren Gründung aktiv. Erste regionale Gründungen nach dem Vorbild der Flüchtlingspaten Syrien sind die „Herberge für Menschen auf der Flucht e. V.“ in Hamburg und die „Thüringer Flüchtlingspaten Syrien e. V.“
Gleichzeitig ist die Auswahl der hereinzuholenden Angehörigen auf Syrien selbst beschränkt und umfasst explizit nicht Flüchtlingslager in syrischen Nachbarländern.
Zudem findet bei jeder Einzelanfrage eine Prüfung der konkreten kriegsbedingten, politischen, religiösen oder individuellen Gefährdungslage statt.
Die Zahl der Anfragen übersteigt die Möglichkeiten des Vereins bei weitem und ist bis heute insbesondere nach internationalen Berichterstattungen oft erheblich. Der Verein weist auf seiner Webseite auf das Missverhältnis von 1:100 zwischen eigenen Kapazitäten und der hohen Zahl der Anfragen hin. Der 2017 verstorbene Vorsitzende Martin Keune nannte die daraus resultierenden Absagen von 99 % der Hilfesuchenden den „schwersten Teil der Arbeit“.
Nach einem Runderlass des Auswärtigen Amtes vom 20. März 2017 zeichnete sich eine Verschärfung des gesetzlich verbrieften Familiennachzugs für unbegleitete, minderjährige Flüchtlinge (UMF) ab. Konnten diese bislang neben ihren Eltern auch minderjährigen Geschwisterkindern im Familiennachzug die legale Einreise in Deutschland ermöglichen, gingen die Behörden dazu über, diesen Geschwistern das Visum zu verweigern. Für die Flüchtlingspaten Syrien erhöhte sich hierdurch die Zahl von Anfragen für Kinder stark, die nunmehr nur noch durch eine Bürgschaft im Rahmen der Landesaufnahmeprogramme ein Visum bekommen können.

## Umfang und Wirkung der bisherigen Arbeit

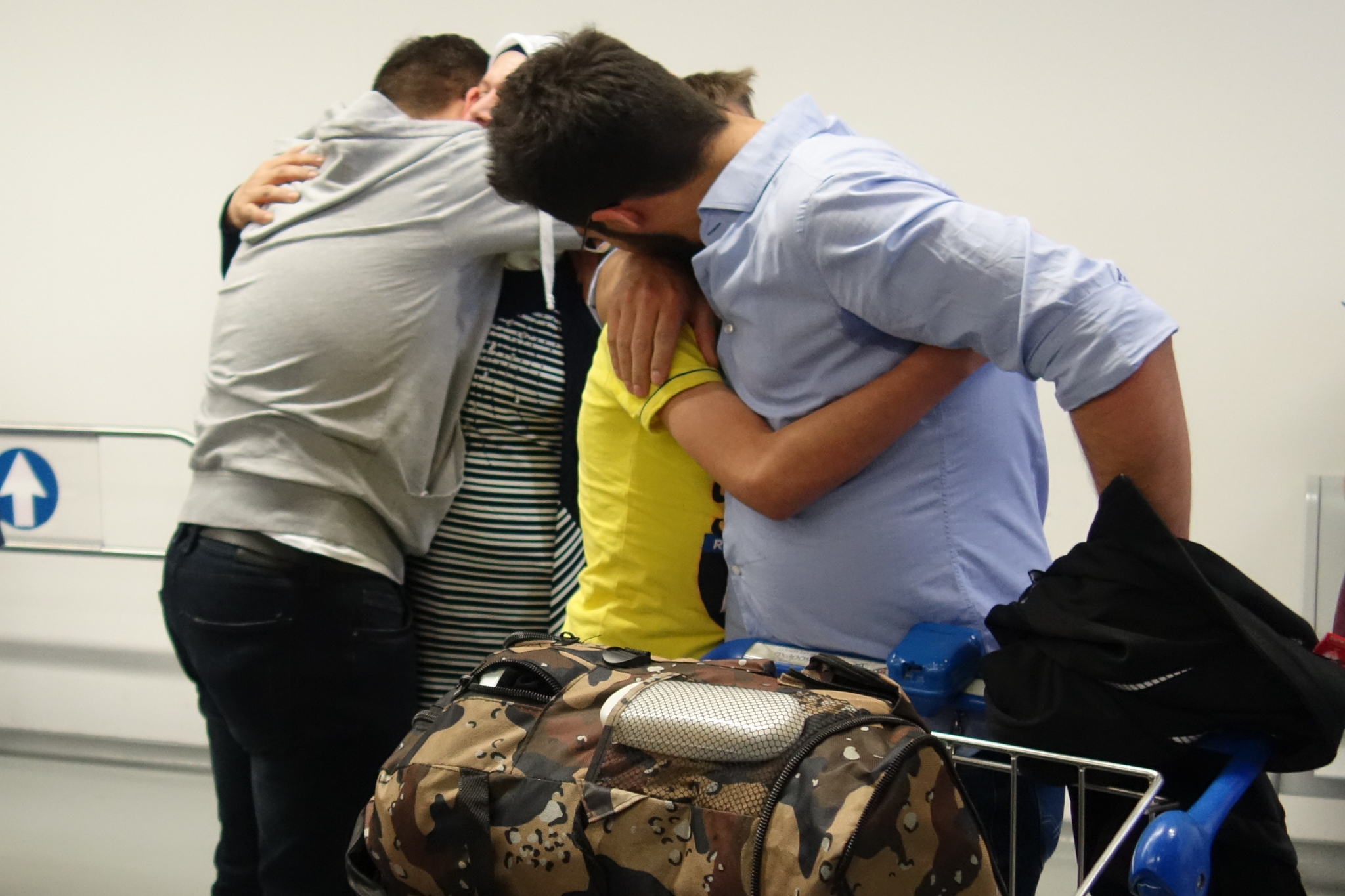
Syrische Geflohene begrüßen ihre vom Verein hergeholten Familienangehörigen bei der Ankunft auf einem Berliner Flughafen

Seit ihrem Bestehen nahmen die Flüchtlingspaten Syrien nach eigenen Angaben basierend auf Spendeneinnahmen von rund 4.000 monatlichen Fördermitgliedern und den Verpflichtungserklärungen von etwa 160 Bürgern über 200 Menschen in ihr Programm auf, die bereits eingereist sind, ihre Abreise mit Botschaftsterminen in syrischen Nachbarländern vorbereiten oder auf die Vermittlung eines „Verpflichtungsgebers“ warten.
Neben der direkten humanitären Hilfe der Rettung kriegsbedrohter Menschen ist ein Einwirken auf die deutsche Flüchtlingspolitik erklärtes Ziel der Initiative. Sie führt politische Hintergrundgespräche etwa auf Einladung des Menschenrechtsbeauftragten der Bundesregierung, des evangelischen Bischofs der Berlin-Brandenburger Landeskirche, Markus Dröge, oder eines Vertreters des UNHCR, macht Medienarbeit im deutschen und internationalen Raum und inspiriert mit ihrer Arbeit die europäische Fachdiskussion.
Neben Bürgerinnen und Bürgern aus dem ganzen Bundesgebiet unterzeichneten Verpflichtungserklärungen in Zusammenarbeit mit dem Verein auch der Berlinale-Direktor Dieter Kosslick, die Bundestags-Abgeordneten Tom Koenigs und Annalena Baerbock, der Journalist Stephan Detjen und die Berliner Sozialsenatorin Elke Breitenbach.
Im Juni 2017 wurde der Verein für seine Arbeit im Beisein des Bundespräsidenten Frank-Walter Steinmeier mit dem „Steh-auf-Preis“ der F. C. Flick Stiftung gegen Fremdenfeindlichkeit, Rassismus und Intoleranz geehrt. Die Laudatio in der Brandenburgischen Staatskanzlei hielt der Journalist Hajo Schumacher. Zur gleichen Zeit nominierte die taz die Flüchtlingspaten Syrien unter 129 Bewerbungen für ihren Panter-Preis, den der Verein dann auch erhielt. Die Initiative gewann den Publikumspreis nach einem Online-Voting.

## Integrationsarbeit

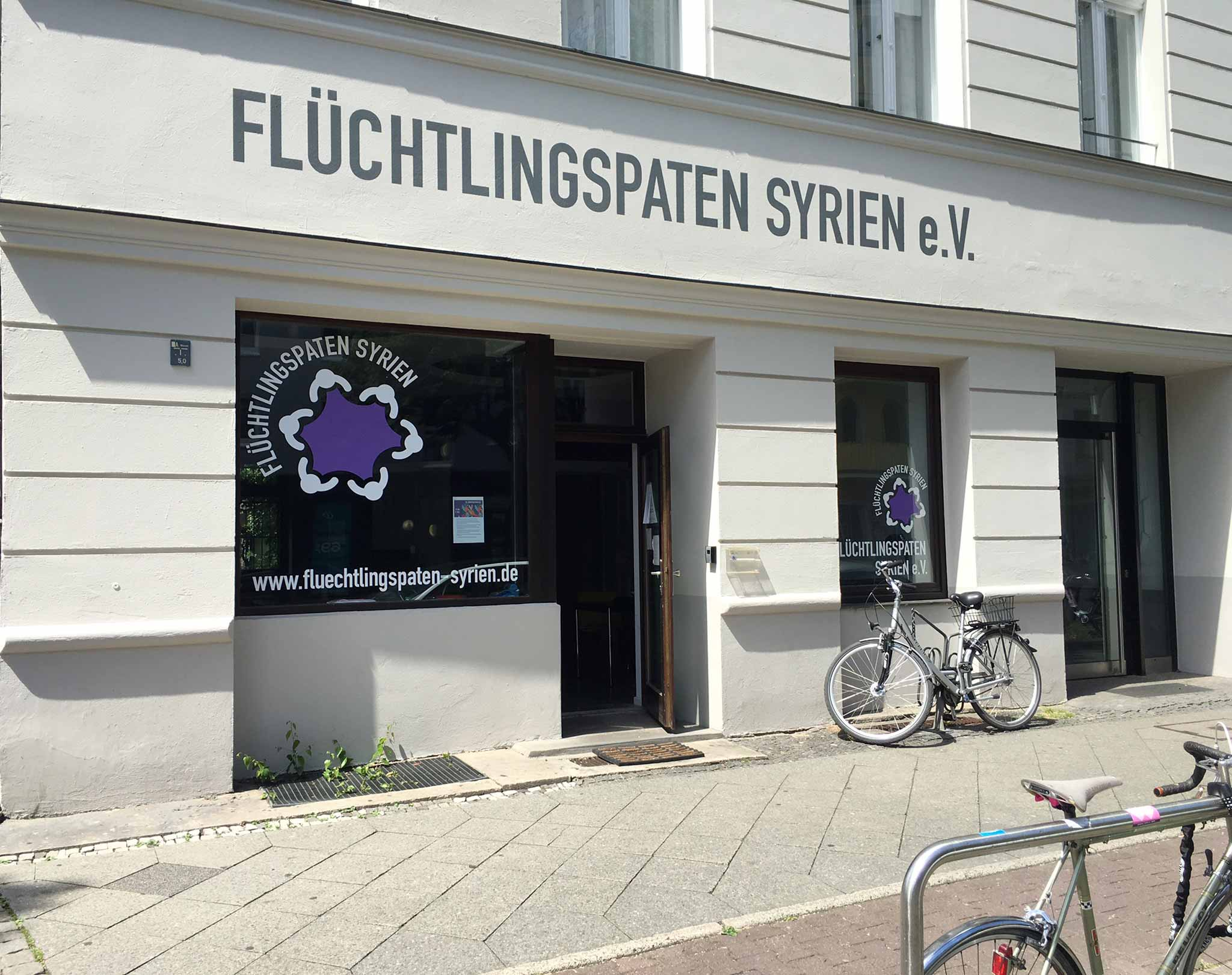
Projektladen des Vereins in der Berlin-Moabiter Paulstraße 19.

Neben der eigentlichen Arbeit des Zusammenbringens von regelmäßigen Spendern, Verpflichtungsgebern und hilfesuchenden Angehörigen sieht der Verein seine Aufgabe vor allem auch in der anschließenden Integration der geflohenen Menschen. Die zusammengeführten Familien sollen in der bürgerlichen Gesellschaft ihren Platz finden. Hierzu leisten rund 20 Ehrenamtliche ihren Beitrag in verschiedenen Arbeitsgruppen:
- Sprachkurse mit einer Gruppe ehrenamtlicher Sprachlehrer[38][39]
- wechselnde Teams zur Renovierung und Möblierung von Wohnungen[40]
- ein ärztliches und psychologisches Netzwerk
- ein Lotsenteam, aus dem jeweils eine Person zur Betreuung einer Familie bereitsteht
- ein Koordinierungskreis für die politische und Medienarbeit

## Auszeichnungen
- 2017 erhielten die Flüchtlingspaten den 3. Platz des „Steh-auf-Preises“ verliehen von Bundespräsident Steinmeier.
- 2017 Publikumspreis der taz (Panter-Preis).
- 2018 erhielten die Flüchtlingspaten Syrien den 3. Preis des Deutschen Integrationspreises der Hertie-Stiftung.[41]
- 2020 Integrationspreis der Bezirksverordnetenversammlung Mitte von Berlin